# غوتفريد برتولد
غوتفريد برتولد (بالألمانية: Gottfried Berthold) (و. 1854 – 1937 م) هو عالم نبات، وأستاذ جامعي من ألمانيا .
وكان عضواً في الأكاديمية الألمانية للعلوم ليوبولدينا .
توفي في جوتنجن ، عن عمر يناهز 83 عاماً.

## مناصب وهيئات
أدار جامعة غوتنغن.